# Вердоне, Карло
Карло Вердоне (итал. Carlo Verdone; род. 17 ноября 1950, Рим) — итальянский актёр, сценарист и кинорежиссёр.

## Биография
Карло родился в 1950 году в Риме в семье авторитетного итальянского кинокритика Марио Вердоне.
Окончил Римский университет Ла Сапиенца. Имеет степень по современной литературе.  Обучался режиссёрскому мастерству в римском  Экспериментальном киноцентре.
Его режиссёрский дебют — комедия 1980 года «Красивый мешок»  (итал. Un sacco bello), где Вердоне также исполнил главную роль и написал сценарий в соавторстве с Лео Бенвенути и Пьеро де Бернарди. Уже спустя год вышел его второй фильм «Белый, красный и зелёный» (игра слов; зелёный по-итальянски звучит как  verde). Спродюсированный Серджо Леоне, он имел ошеломительный успех в Италии. В дальнейшем Карло не раз в своём творчестве возвращался к стилю комедии по-итальянски.
В 2000-х плодотворно сотрудничал с Джованни Веронези, снявшись в его романтических лентах «Учебник любви»,  «Учебник любви: Истории» и «Любовь: Инструкция по применению».
В 2013 году сыграл в нашумевшем и обласканном наградами фильме Паоло Соррентино «Великая красота».

## Избранная фильмография
Актёр
- Очень красиво (1980)
- Белый, красный и зелёный (1981)
- Гранд-отель «Эксельсиор» (1982)
- Тальк (1982)
- Путешествие с папой (1982)
- Вода и мыло (1983)
- Я и моя сестра (1987)
- Будь проклят день, когда я тебя повстречал (1992)
- Лаки и Зорба (1998)
- Учебник любви (2005)
- Учебник любви: Истории (2007)
- Любовь: Инструкция по применению  (2011)
- Великая красота  (2013)
- Небольшие неприятности  (2016)

Режиссёр
- Очень красиво (1980)
- Белый, красный и зелёный (1981)
- Тальк (1982)
- Вода и мыло (1983)
- Я и моя сестра (1987)
- Будь проклят день, когда я тебя повстречал (1992)
- Однажды была китаянка в коме (2000)
- Небольшие неприятности  (2016)

## Награды
- Великий офицер ордена «За заслуги перед Итальянской Республикой» (2 июня 2018 года)[3]
- Командор ордена «За заслуги перед Итальянской Республикой» (2 июня 1993 года)[4]